# One Lane Bridge
One Lane Bridge ist eine neuseeländische Krimiserie mit mystischen Elementen. Die öffentlich-rechtliche Fernsehanstalt Television New Zealand strahlte sie ab dem 20. April 2020 über TVNZ 1 aus. In Deutschland hatte Arte sie am 9. und 16. September 2021 im Programm und bot sie bereits ab dem 2. September in der Arte-Mediathek an.

## Handlung
Protagonist der Serie ist der Māori-stämmige Polizeiermittler Ariki Davis, der seinen neuen Job in Queenstown angetreten hat und sogleich mit einem Mordfall konfrontiert wird. Unter einer Brücke, einem berüchtigten Ort, an dem viele Suizide begangen werden, liegt die Leiche des Schaffarmers Grub Ryder. Während seiner Ermittlungen wird bei dem ehrgeizigen jungen Detektiv eine spirituelle Gabe wiedererweckt. Die dunklen Geheimnisse der One Lane Bridge sind für seine Visionen verantwortlich, die nicht nur den Fall, sondern auch seine Karriere und schließlich sogar sein Leben gefährden. Die Brücke ist keine Brücke wie jede andere, sie scheint ein Portal ins Totenreich zu sein. Ariki muss seine Rationalität loslassen, um Klarheit zu finden. Die Ermittlungen werden durch Beziehungsgeflechte innerhalb der Familie sowie das vorherrschende Misstrauen gegen den „Fremden“ nicht gerade vereinfacht.

## Kritik
Die Süddeutsche Zeitung stellt fest, dass Arikis Perspektive nicht „unzuverlässiger“ sein könnte. Doch gerade davon profitiere die Serie: „Aus einem recht einfach gestrickten Krimi“ mache „sie in Zeitlupe einen effektiven Mystery-Thriller“ und verknüpfe „diese übernatürlichen Momente mit Māori-Mythen“.

## Besetzung und Synchronisation
Die deutschsprachige Synchronisation entstand nach dem Dialogbuch und unter der Dialogregie von Eva Schaaf durch die Neue Tonfilm München.
| Rollenname           | Schauspieler        | Folgen | Synchronsprecher    |
| -------------------- | ------------------- | ------ | ------------------- |
| Ariki Davis          | Dominic Ona-Ariki   | 10     | Jan Makino          |
| Emma Ryder           | Nathalie Morris     | 10     | Leslie-Vanessa Lill |
| Rob Ryder            | Jared Turner        | 10     | Maximilian Laprell  |
| Lois Tremaine        | Alison Bruce        | 10     | Irina Wanka         |
| Stephen Tremaine     | Joel Tobeck         | 10     | Matthias Klie       |
| Charlotte McCrae     | Michelle Langstone  | 10     |                     |
| Mark „Haggis“ McCrae | Phil Brown          | 10     |                     |
| Tilly Gardiner       | Phoebe McKellar     | 10     |                     |
| Joe Turner           | Alex Walker         | 10     |                     |
| Dermot Braithwaite   | Ryan O’Kane         | 6      | Pascal Fligg        |
| Jack Ryder           | Peter McCauley      | 6      | Erich Ludwig        |
| Jackie Ryder         | Sara Wiseman        | 6      | Claudia Lössl       |
| Kate Ryder           | Aidee Walker        | 6      | Caroline Ebner      |
| Andrew „Grub“ Ryder  | Dean O’Gorman       | 6      |                     |
| Orlando Smythe       | Arlo Green          | 5      |                     |
| Rosa Burns           | Hester Ullyart      | 4      |                     |
| Maaka Richardson     | Jim Moriarty        | 4      |                     |
| Jason Bennett        | Simon Ferry         | 4      |                     |
| Hannah Turner        | Susan Brady         | 4      |                     |
| DI David Preston     | Matthew Chamberlain | 3      |                     |
| Kimiora Davis        | Evotia-Rose Araiti  | 3      |                     |
| Pathologe            | Mark Neilson        | 3      |                     |
| Lily Bennett         | Maelys Lilly Foote  | 2      |                     |

## Episodenliste

### Staffel 1
| Nr. (ges.) | Nr. (St.) | Deutscher Titel | Originaltitel | Erstausstrahlung Neuseeland | Deutschsprachige Erstveröffentlichung (D) | Regie          | Drehbuch               |
| --- | --------- | --------------- | ------------- | --------------------------- | ----------------------------------------- | -------------- | ---------------------- |
| 1 | 1         | Ankunft         | Arrival       | 20. Apr. 2020               | 2. Sep. 2021                              | Peter Burger   | Pip Hall, Philip Smith |
| Gleich nach seiner Versetzung in die Kleinstadt Queenstown am Ufer des Sees Lake Wakatipu sieht sich der maorische Polizeiermittler Ariki Davis mit einem tragischen Todesfall konfrontiert. Der allseits beliebte Farmer Andrew „Grub“ Ryder wird tot unter der berüchtigten One Lane Bridge gefunden. Irgendetwas an dieser Brücke ist Ariki nicht geheuer. |           |                 |               |                             |                                           |                |                        |
| 2 | 2         | Verleugnung     | Denial        | 27. Apr. 2020               | 2. Sep. 2021                              | Peter Burger   | Pip Hall, Philip Smith |
| Von einer Selbstmordtheorie muss Abstand genommen und eine offizielle Mordermittlung eingeleitet werden. Trotz des Todesfalles ist Grubs Familie entschlossen, die lange geplante 100-Jahr-Feier der Farm nicht abzusagen. Einige unangenehme Wahrheiten kommen ans Licht, unter anderem dass die Farm hoch verschuldet ist. Bei weiteren Ermittlungen auf der One Lane Bridge wird Ariki Davis von seltsamen Schreckensvisionen heimgesucht. |           |                 |               |                             |                                           |                |                        |
| 3 | 3         | Flucht          | Escape        | 4. Mai 2020                 | 2. Sep. 2021                              | Peter Burger   | Pip Hall, Philip Smith |
| Während der Beerdigung halten die Angehörigen noch an sich, beim Leichenschmaus kochen die Emotionen über Enthüllungen von verdeckten Verkaufsverhandlungen der Farm und über den heimlichen Geliebten des Verstorbenen allerdings hoch. Grubs Witwe Kate sorgt dafür, dass einige der Trauernden handgreiflich werden. Schließlich lässt sich Ariki völlig betrunken zum Sex mit Grubs Schwester Jackie hinreißen. |           |                 |               |                             |                                           |                |                        |
| 4 | 4         | Absturz         | Fall          | 11. Mai 2020                | 2. Sep. 2021                              | Danny Mulheron | Pip Hall, Philip Smith |
| Durch eine unbedachte Bemerkung verrät sich Ariki und wird für seine Affäre mit einer Mordverdächtigen suspendiert. Grubs Geschwister und seine Witwe Kate sind entschlossen, die Farm zu verkaufen, nur Enkelin Emma und ihr Großvater Jack wollen das auf keinen Fall. Ariki, der sich seinen Frust aus dem Leib rennt, verliert vollständig die Orientierung und irrt stundenlang durch die Gegend – bis ihm ein Falke den Weg zurück weist. |           |                 |               |                             |                                           |                |                        |
| 5 | 5         | Akzeptanz       | Acceptance    | 18. Mai 2020                | 2. Sep. 2021                              | Danny Mulheron | Pip Hall, Philip Smith |
| Kate Ryder hat einen scheinbaren Erinnerungsschub und gesteht den Mord, woraufhin die Ermittlungen für abgeschlossen erklärt werden. Ariki ist nicht einverstanden und versucht mit dem Hinweis auf seine besondere Gabe des zweiten Gesichts weitere Nachforschungen zu bewirken. Ein Versuch auf der Brücke führt dazu, dass Ariki seinen Vorgesetzten sieht. Die große Kaninchenjagd steht an. Man trifft sich zum Schießtraining, vor allem aber zum „Vorglühen“. Angetrunken und gereizt von den Ereignissen der letzten Tage ziehen die Männer los. |           |                 |               |                             |                                           |                |                        |
| 6 | 6         | Antworten       | Answers       | 25. Mai 2020                | 2. Sep. 2021                              | Danny Mulheron | Pip Hall, Philip Smith |
| Arikis seltsame Visionen auf der One Lane Bridge hören nicht auf, doch er kommt jetzt besser damit zurecht. Nach der großen 100-Jahr-Feier der Farm findet Kate bei den Aufräumarbeiten etwas, das ihr plötzlich die Erinnerung an die Nacht, in der Grub getötet wurde, zurückbringt. |           |                 |               |                             |                                           |                |                        |

### Staffel 2
| Nr. (ges.) | Nr. (St.) | Deutscher Titel | Originaltitel | Erstausstrahlung Neuseeland | Deutschsprachige Erstausstrahlung (–) | Regie        | Drehbuch |
| --- | --------- | --------------- | ------------- | --------------------------- | ------------------------------------- | ------------ | -------- |
| 7 | 1         | Konsequenzen    | Consequences  | 15. Aug. 2021               | –                                     | Peter Burger | Pip Hall |
| Ariki nimmt seine Gabe an und rettet ein Leben auf der One Lane Bridge, doch kurz darauf wird eine weitere Leiche gefunden.                  |           |                 |               |                             |                                       |              |          |
| 8 | 2         | Nachtwache      | Vigil         | 22. Aug. 2021               | –                                     | Peter Burger | Pip Hall |
| Ariki gibt seinen Visionen die Schuld daran, dass er im Stich gelassen wurde, und hört nicht auf die Warnung vor einer weiteren Katastrophe. |           |                 |               |                             |                                       |              |          |
| 9 | 3         | Glaube          | Descent       | 29. Aug. 2021               | –                                     | Peter Burger | Pip Hall |
| Ariki kommt den Hauptverdächtigen zu nahe und bringt den Fall in Gefahr.                                                                     |           |                 |               |                             |                                       |              |          |
| 10 | 4         | Verrat          | Betrayal      | 5. Sep. 2021                | –                                     | –            | –        |
| Ariki wird überrumpelt, als ein lange gehütetes Geheimnis über den ermordeten jungen Mann ans Licht kommt.                                   |           |                 |               |                             |                                       |              |          |
| 11 | 5         | Enthüllung      | Bombshell     | 12. Sep. 2021               | –                                     | –            | –        |
| Ariki nimmt eine Verhaftung vor, um dann einen neuen Hinweis und einen Verrat zu entdecken.                                                  |           |                 |               |                             |                                       |              |          |